# Bernardyn ze Sieny
Treść tego artykułu może nie być zgodna z zasadami neutralnego punktu widzenia,
ponieważ brzmi jak pisma kościelne, nie jak encyklopedia.
Dokładniejsze informacje o tym, co należy poprawić, być może znajdują się w dyskusji tego artykułu.
 Po wyeliminowaniu niedoskonałości należy usunąć szablon {{Dopracować}} z tego artykułu.
Bernardyn ze Sieny (ur. 8 września 1380 w Massa Marittima, zm. 20 maja 1444 w L’Aquili) – włoski franciszkanin, reformator zakonu, święty Kościoła katolickiego.

## Życiorys
Wychowywał się jako sierota (w wieku trzech lat stracił matkę, a sześciu – ojca). W latach 1396–1399 studiował prawo na uniwersytecie w Sienie. W 1402 wstąpił do franciszkanów i zajmował się posługą przy chorych. Dwa lata później otrzymał święcenia kapłańskie. Pracował początkowo w Caprioli, niedaleko Sieny.

Sancti Bernardini Senensis Opera omnia, 1745

W 1417 został mianowany kaznodzieją z zakresem działania na całe Włochy. Więcej od jego słów działały na słuchaczy i widzów duch zaparcia, pokuty i modlitwy. Sławę jego imienia roznosiły nadto zdziałane przez niego cuda. Według świadectw naocznych świadków na jego kazania garnęły się tak wielkie tłumy, że żaden kościół nie mógł ich pomieścić. Musiał głosić słowo Boże na placach. Kapłani wprost omdlewali od długich godzin spowiadania, tysiącami rozdawano Komunię świętą. Bernardyn nawracał, godził zwaśnionych, naprawiał małżeństwa, wzbudzał powołania kapłańskie i zakonne. Przemawiał charakterystycznym, dialogowanym stylem. Sam wyrażał opinie wielu stron, odpowiednio modulując głos wypowiadał sądy rozmówców ukryte w myślach, komentarze świadków oraz własne spostrzeżenia. Szczególnym tematem dotykanym przez Bernardyna w kazaniach były kwestie związane ze sprawiedliwością społeczną (takie, jak lichwa) oraz pokojem. W Treviglio toczącym wojnę z Comune di Caravaggio przemawiał na łące pomiędzy miastami. Wezwanie do pokoju odniosło skutek i przedstawiciele obu miast podali sobie dłonie.
Bernardyn włączył się żywo w ruch reformatorski w Zakonie Braci Mniejszych, zwany ruchem obserwanckim, mający za cel powrót do pierwotnej surowości zachowywania Reguły św. Franciszka. Wraz z Albertem z Sarteano, Jakubem z Marchii, oraz swoim uczniem Janem Kapistranem przyczynił się do wyodrębnienia nurtu obserwanckiego i nadania mu autonomii w ramach Zakonu (pełnił funkcję wikariusza generalnego obserwantów w latach 1438–1442), co dało podwaliny pod podział na dwa odrębne organizmy: franciszkanów obserwantów i konwentualnych w 1517 r.
Wyróżniał się szczególnym nabożeństwem do Imienia Jezus. Miał je zawsze wypisane na drewnianej tabliczce jako chrystogram. Od wezwania tego imienia rozpoczynał każde kazanie: podnosił tabliczkę w górę, a wszyscy zgromadzeni padali na kolana. W tym nabożeństwie niektórzy zaczęli dopatrywać się herezji. Bernardyn musiał się tłumaczyć przed papieżami: Marcinem V (1426), Eugeniuszem IV (1431), także przed ojcami soboru w Bazylei (1438).
Zaangażowany w działalność apostolską i w reformę Zakonu odmawiał przyjęcia godności biskupiej: Sieny (1427), Ferrary (1431) i Urbino (1435). Obecny był również na Soborze w Bazylei, gdzie był rzecznikiem zjednoczenia z Kościołem Prawosławnym.
Zmarł 20 maja 1444 r. w San Silvestro, w pobliżu Akwili.

## Kult

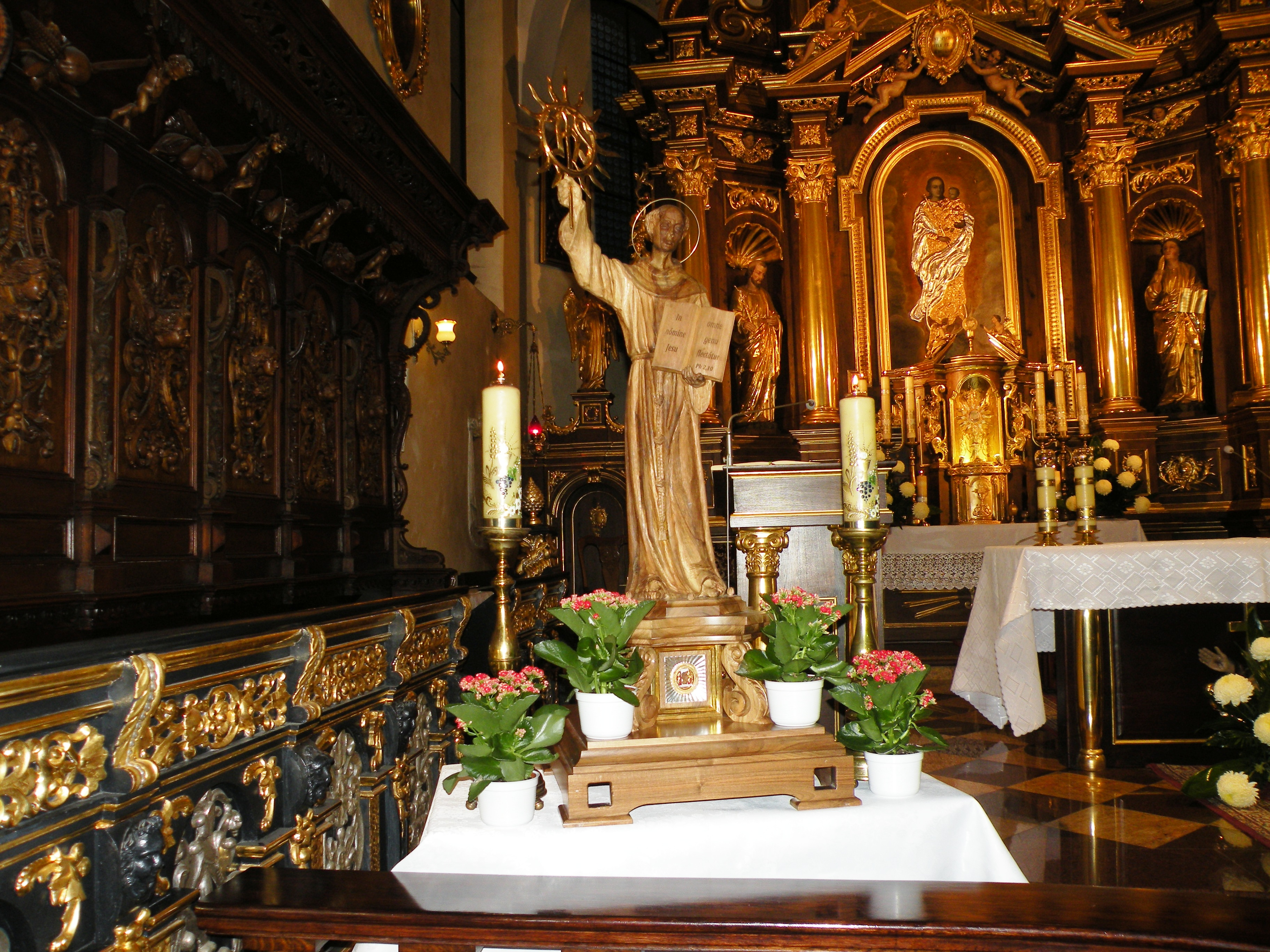
Figura św. Bernardyna podczas peregrynacji w Sanktuarium Matki Bożej Pocieszenia w Przeworsku, 27 października 2018

Kanonizowany został 24 maja 1450, przez papieża Mikołaja V. Jego wspomnienie liturgiczne obchodzone jest 20 maja, w dzienną pamiątkę śmierci.
W ikonografii świętego Bernardyna przedstawia się trzymającego monogram IHS w promieniach, bądź też księgę. Z boku leżą trzy infuły przypominające o trzech odrzuconych biskupstwach.
Od imienia św. Bernardyna funkcjonuje w Polsce nieoficjalna nazwa braci mniejszych obserwantów – bernardyni. Uczeń św. Bernardyna, św. Jan Kapistran zakładając w Krakowie klasztor obserwancki (1454) nadał mu wezwanie swojego niedawno kanonizowanego mistrza. Z biegiem czasu mieszkańcy Krakowa zaczęli nazywać owych zakonników braćmi od św. Bernardyna, a potem prosto bernardynami.
15 sierpnia 2018 zainaugurowano peregrynację figury i partykuły relikwii św. Bernardyna ze Sieny po klasztorach bernardyńskich w Polsce (m.in. w Leżajsku, Przeworsku). Celem tej inicjatywy jest odnowienie w zakonnej Prowincji ducha pokuty i kultu imienia Jezus.